# كيسي ستونر
كيسي ستونر (بالإنجليزية: Casey Stoner) مواليد 16 أكتوبر 1985 في كوينزلاند، أستراليا، هو متسابق دراجات نارية أسترالي سابق فاز ببطولة العالم للموتو جي بي. نافس في سباقات بطولة العالم لفئة 250 سي سي ولفئة 50 سي سي.

## البطولات
- بطولة العالم للموتو جي بي 2007
- بطولة العالم للموتو جي بي 2011

## وصلات خارجية
- كيسي ستونر على موقع MotoGP.com (الإنجليزية)
- كيسي ستونر على موقع قاعة أستراليا للمشاهير الرياضية (الإنجليزية)

- الموقع الرسمي